# جاكوب أولسن
جاكوب أولسن (بالدنماركية: Jacob Olesen)‏ (1 فبراير 1981 في الدنمارك - ) هو لاعب كرة قدم دانمركي في مركز الهجوم. لعب مع نادي سوندرييسكه ونادي فيبورج.

## وصلات خارجية
- جاكوب أولسن على موقع قاعدة بيانات كرة القدم.إي يو (الإنجليزية)